# Kálniczky Benedek
Kálniczky Benedek, (Késmárk, 1786. december 18. – Sárospatak, 1861. szeptember 25.) református teológiai tanár.

## Életpályája
Késmárkon született, ahol apja lelkész volt. Tanulmányait 1799-től Miskolcon, 1806-tól Sárospatakon folytatta, ahonnan 1810-ben egy évre a Szepességbe költözött a német nyelv elsajátítása végett. Visszatérve Sárospatakra, 1812-ben osztálytanító, 1815-ben segédtanár, a dogmatika helyettes tanára és 1817-ben senior lett. 1818-ban külföldre utazott és egy évet a göttingeni egyetemen töltött. Hazatérése után egy ideig nevelő volt Tenken, közben a lelkészi képesítő vizsgát is letette. 1820-ban Sárospatakon az  egyháztörténelem és exegézis tanárává választották. 1859-ben nyugalomba vonult.

## Művei
- Közönséges keresztyén egyháztörténettan 2 kötet. Sárospatak. 1848
- Kijelentett vallás históriája (Seiler után) Sárospatak 1850.
- Részt vett a Sárospatakon kiadott görög-magyar és latin-magyar szótár szerkesztésében is.